# Komar (Donji Vakuf)
Pour les articles homonymes, voir Komar.
Komar (en serbe cyrillique : Комар) est un village de Bosnie-Herzégovine. Il est situé dans la municipalité de Donji Vakuf, dans le canton de Bosnie centrale et dans la fédération de Bosnie-et-Herzégovine. Selon les premiers résultats du recensement bosnien de 2013, il compte 91 habitants.

## Démographie

### Évolution historique de la population
| 1948 | 1953 | 1961 | 1971 | 1981 | 1991 | 2013 |
| ---- | ---- | ---- | ---- | ---- | ---- | ---- |
| -    | -    | 248  | 251  | 431  | 483  | 91   |

|  |

### Communauté locale
En 1991, la communauté locale de Komar comptait 887 habitants, répartis de la manière suivante :